# Уайдман, Деннис
Деннис Уайдман (англ. Dennis Wideman; род. 20 марта 1983, Китченер, Онтарио) — канадский хоккеист, защитник.
На драфте НХЛ 2002 года был выбран в 8 раунде под общим 241 номером командой «Баффало Сэйбрз». 30 июня 2004 года как свободный агент подписал контракт с «Сент-Луис Блюз».
27 февраля 2007 года обменян в «Бостон Брюинз» на Брэда Бойса.
22 июня 2010 года обменян во «Флориду».
28 февраля 2011 года перешел в «Вашингтон Кэпиталз» в обмен на выбор в 3-м раунде драфта-2011 и проспекта Джейка Хосвирта.
27 июня 2012 года обменян в «Калгари Флэймз», с которыми летом 2012 года подписал 5-летний контракт на сумму $26,25 млн.
В сезоне 2016/17 был дисквалифицирован на 20 матчей за атаку арбитра. Позже дисквалификация была сокращена до 10 матчей, но игрок к тому времени пропустил уже 19 матчей.
По окончании контракта завершил карьеру игрока и стал помощником главного тренера в команде ОХЛ «Китченер Рейнджерс».
Участник матча всех звёзд НХЛ (2012).

## Статистика
```
                                            --- Regular Season ---  ---- Playoffs ----
Season   Team                        Lge    GP    G    A  Pts  PIM  GP   G   A Pts PIM
--------------------------------------------------------------------------------------
1999-00  Sudbury Wolves              OHL    63   10   26   36   64  12   1   2   3  22
2000-01  London Knights              OHL    24    8    8   16   38   5   0   4   4   6
2000-01  Sudbury Wolves              OHL    25    7   11   18   37  --  --  --  --  --
2001-02  London Knights              OHL    65   27   42   69  141  12   4   9  13  26
2002-03  London Knights              OHL    55   20   27   47   83  14   6   6  12  10
2003-04  London Knights              OHL    60   24   41   65   85  15   7  10  17  17
2004-05  Worcester IceCats           AHL    79   13   30   43   65  --  --  --  --  --
2005-06  St. Louis Blues             NHL    67    8   16   24   83  --  --  --  --  --
2005-06  Peoria Rivermen             AHL    12    2    4    6   31  --  --  --  --  --
2006-07  St. Louis Blues             NHL    55    5   17   22   44  --  --  --  --  --
2006-07  Boston Bruins               NHL    20    1    2    3   27  --  --  --  --  --
2007-08  Boston Bruins               NHL    81   13   23   36   70   6   0   3   3   0
2008-09  Boston Bruins               NHL    79   13   37   50   34  11   0   7   7   4
2009-10  Boston Bruins               NHL    76    6   24   30   34  13   1  11  12   4
2010-11  Florida Panthers            NHL    61    9   24   33   33  --  --  --  --  --
2010-11  Washington Capitals         NHL    14    1    6    7    6  --  --  --  --  --
2011-12  Washington Capitals         NHL    82   11   35   46   46  14   0   3   3   2
2012-13  Calgary Flames              NHL    46    6   16   22   12  --  --  --  --  --
2013-14  Calgary Flames              NHL    46    4   17   21   18  --  --  --  --  --
2014-15  Calgary Flames              NHL    80   15   41   56   34  11   0   7   7  12
2015-16  Calgary Flames              NHL    51    2   17   19   30  --  --  --  --  --
2016-17  Calgary Flames              NHL    57    5   13   18   32  --  --  --  --  --
--------------------------------------------------------------------------------------
         NHL Totals                        815   99  288  387  503  55   1  31  32  22

```